# Pia Jarvad
Pia Jarvad (* 20. Juli 1946; früherer Name Pia Riber Petersen) ist eine dänische Sprachwissenschaftlerin und Lexikologin, die sich insbesondere mit der Wortbildung und Entlehnung von Neologismen in der dänischen Sprache beschäftigt. Ein weiterer Schwerpunkt ihrer Forschungsarbeit sind Anglizismen in den nordgermanischen Sprachen und deren Bedeutungswandel. Jarvad ist seit 1974 Mitarbeiterin beim Dansk Sprognævn (Dänischen Sprachausschuss) und Autorin der bei Gyldendal erschienenen Neologismen-Wörterbücher Nye ord i dansk 1955–1975 (veröffentlicht 1984, einschließlich schwedischer und norwegischer Analogien) und Nye ord. Ordbog over nye ord i dansk 1955–1998 (veröffentlicht 1999). 2006 stand sie hinter einer Neuausgabe des Klassikers Bevingende ord von T. Vogel-Jørgensen. Im selben Jahr gab der dänische Sprachausschuss aus Anlass ihres 60. Geburtstag eine Festschrift heraus (Titel: Ordet fanger. Festskrift til Pia Jarvad i anledning af 60-års-dagen).

## Werke (Auswahl)
- als Pia Riber Petersen: Nye ord i dansk 1955–1975 (unter Mitwirkung von Jørgen Eriksen) (1984)
- Nye ord - hvorfor og hvordan? (1995)
- Nye ord, ordbog over nye ord i dansk 1955–1998 (1999)
- Det danske sprogs status i 1990'erne, med særligt henblik på domænetab (2001)
- Bevingede ord (7. udg. af det af T. Vogel-Jørgensen grundlagte værk) (2006)
- Stuntman og andre importord i Norden, om udtale og bøjning (2007)
- Spørg om sprog, 40 år i sprognævnets tjeneste (2014)